# Woodmere Art Museum
Le Woodmere Art Museum est un musée d'art situé dans le quartier de Chesnutt Hill (en) à Philadelphie.

## Historique
Fondé en 1940, il abrite des collections d'artistes de la ville. On peut également y admirer les œuvres de Thomas Pollock Anshutz, Severo Antonelli (en), Mary Cassatt, Frederic Edwin Church, Jasper Francis Cropsey (The Spirit of Peace), David de Noter, Daniel Garber, Johann Geyer, Edward Moran, Violet Oakley, Herbert Pullinger (en), Edward Redfield, Nelson Shanks (en), Jessie Willcox Smith, William Louis Sonntag Sr., Benjamin West et N. C. Wyeth.